# Canon de 152 mm modèle 1930
Le canon de 152 mm modèle 1930 est un canon naval moyen utilisé par la Marine française durant la Seconde Guerre mondiale.

## Utilisation
Le canon de 152 mm modèle 1930 constitue l'armement principal du croiseur léger Émile Bertin : trois tourelles triples y sont montées, l'une tirant vers l'arrière et les deux autres superposées et tirant vers l'avant. Il en va de même pour les six unités de la classe La Galissonnière. Une tourelle triple, la M1936, est conçue pour être montée sur les cuirassés de la classe Richelieu avec un usage double : antiaérien et contre les cibles en surface. Cependant, son utilisation s'avère un échec, et deux des cinq tourelles du Richelieu sont retirées avant son achèvement et remplacées par des canons antiaériens de 100 mm modèle 1930. De même, le Jean Bart, fini après la guerre, n'emportera que trois tourelles au lieu des cinq prévues.